# Folke Blomqvist
Folke Daniel Blomqvist, född 10 februari 1918 i Göteborg, död där 31 januari 1996, var en svensk byggnadsingenjör.
Blomqvist, som var son till byggmästare Ture Blomqvist och Lydia Gustavson, utexaminerades från Göteborgs tekniska institut 1941. Han var ritare på Svenska Riksbyggens arkitektkontor 1940–1942, på Folkbyggens arkitektkontor 1943, blev verkmästare hos byggmästare Axel Karlsson 1944, chef för Folkbyggens arkitektkontor 1947, för Samhällsbyggens arkitektkontor 1950 och för Blomqvists Elementbyggen 1954. Han var innehavare av Folke Blomqvists arkitektkontor från 1953 och av AB Tre Byggare från 1959.
Blomqvist ritade för Samhällsbyggen tillsammans med Erik Friberger det södra och större av de två så kallade Kvibergshusen i Kviberg (1960), vilket vid tillkomsten var Nordens största bostadshus och är intressant som föregångare till den storskaliga bostadsbebyggelse som tillkom inom ramen för miljonprogrammet.